# Caridina pristis
Caridina pristis е вид десетоного от семейство Atyidae. Видът не е застрашен от изчезване.

## Разпространение и местообитание
Разпространен е в Шри Ланка.
Обитава сладководни басейни, реки и потоци.